# Rophites caucasicus
Rophites caucasicus är en biart som beskrevs av Morawitz 1875. Rophites caucasicus ingår i släktet blomdyrkarbin, och familjen vägbin. Inga underarter finns listade i Catalogue of Life.